# 테츠도 특급열차
| 1.       | 용도정보             |
| -------- | -------------------- |
| 일본어   | 鉄道特急レシャ       |
| 소속     | 오이가와 철도        |
| 작용열차 | 16000계 전동열차     |
| 소유자   | 오이가와 철도        |
| 2.       | 경로정보             |
| 현재기점 | 신카나야역/카나야역  |
| 현재종점 | 카와네온센사사마도역 |
| 사용노선 | 오이가와 본선        |
| 개통일   | 1974년 6월 12일      |
| 경로길이 | 현재:29.5km          |
| 노선궤간 | 1,067mm              |

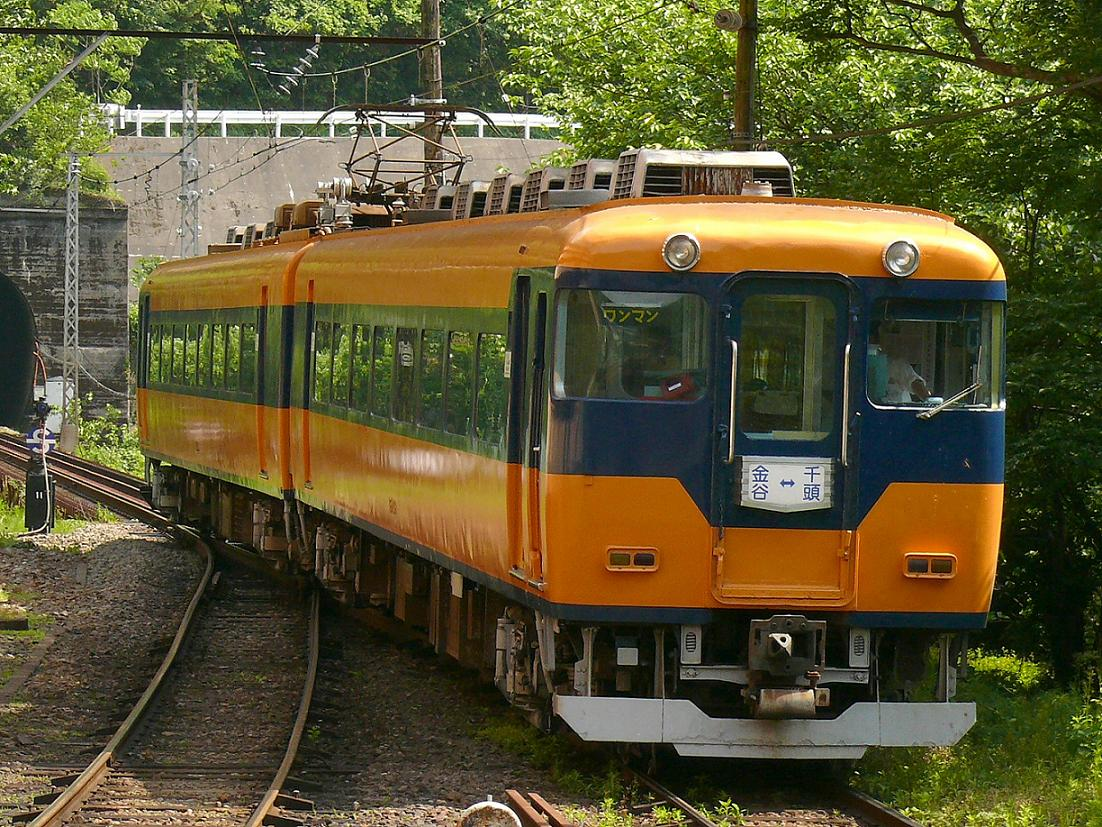

오이가와 본선 전철들의 대용도.이 용도는 대부분 16000계 전동열차가 쓴다.

## 개요
오이가와 본선의 일반 열차이자 영업이 끝날 때까지도 달리는 열차 용도이다.

## 운행형태
보통 1시간 1대꼴로 운행되고 있다. 이 용도를 가진 열차는 전철의 모습 그대로 운행한다.
현재 카나야역에서 카와네온센사사마도역까지 왕복운행을 하고 있다.보통 1~2왕복이지만 성수기에는 3왕복까지 한다.